# Ljubljansko polje
Ljubljansko polje je polje u Sloveniji na sjeveru je omeđeno Šmarnom gorom i Rašicom, na zapadu je Polhograjsko hribovje, na jugu Ljubljansko barje, a na istoku Posavsko hribovje. Dio je Ljubljanske kotline u kojoj se nalazi Ljubljana, prijestolnica Slovenije, i ima približno 280.000 stanovnika (s okolico približno 500.000). To je i jedno od najgušće naseljenih područja u Sloveniji.